# Attilio Calzavara
Attilio Calzavara (Padova, 1901 – Roma, 1952) è stato un architetto, grafico e pittore italiano.

## Biografia
Attilio Calzavara nacque nel 1901 a Padova, dove studiò dal 1915 al 1920 arti grafiche e decorative presso la Regia Scuola Artistica Industriale Pietro Selvatico. Dal 1922 al 1926 completò la specializzazione in architettura presso l'Accademia di Belle Arti di Venezia, dove frequentò anche i corsi di pittura tenuti da Ettore Tito. Nel frattempo cominciò a svolgere lavori di restauro architettonico nel territorio di Padova. 
Nel 1928 fu a Roma in occasione di un concorso nazionale per l'insegnamento di disegno. Pur classificandosi tra i primi concorrenti, gli venne negato l'incarico perché non iscritto al Partito Nazionale Fascista. Si dedicò quindi alla progettazione architettonica. Entrò in contatto con l'architetto Armando Brasini, allora direttore artistico del monumento a Vittorio Emanuele II, che lo assunse presso la consulenza artistica del monumento stesso. In tale incarico progettò particolari costruttivi ed elementi decorativi, occupandosi anche di lavori di completamento dell'edificio. Nel contempo, su committenza dell'Opera Nazionale Balilla, di cui era consulente artistico l'architetto Enrico Del Debbio, realizzò, nel 1929, sempre a Roma, la palestra della scuola elementare Umberto I.
In questo periodo diede inizio alla sua attività in campo grafico con l'ideazione di manifesti, con la serie di sei cartoline e diplomi per l'Opera Nazionale Balilla e soprattutto con vari progetti di grafica editoriale commissionati da vari ministeri ed enti pubblici, tra cui, di massima rilevanza, quello per il volume celebrativo del Decennale del Fascismo, Opere Pubbliche 1922-1932, a cura del Ministero dei Lavori Pubblici (1933).
Nel 1933 si dimise dalla consulenza artistica del Monumento a Vittorio Emanuele II e si dedicò alla libera professione. Effettuò dapprima alcuni interventi di ristrutturazione e progettazione di interni, ma si orientò ben presto verso gli allestimenti per mostre ed esposizioni, avendo come committenti principali il Ministero dei Lavori Pubblici e il Ministero dei Trasporti.
Nel 1947, ottenne l'incarico per l'insegnamento di Disegno architettonico presso l'Accademia di Belle Arti di Roma. Nel 1952, mentre stava allestendo alcuni padiglioni per la Mostra d'Oltremare e del Lavoro Italiano nel Mondo a Napoli, si ammalò. Morì a Roma nel giugno dello stesso anno.

## Archivio
La documentazione che costituisce il fondo Calzavara è stata acquistato a Roma da Micky Wolfson in data 9 ottobre 1990 dalla figlia Elisa Calzavara Celli, concordando la valorizzazione delle carte appartenute al padre attraverso la pubblicazione di una monografia. Il complesso documentario è costituito da disegni progettuali, bozzetti originali, documentazione cartacea, fotografie, pubblicazioni diverse illustrate dall'architetto Calzavara, nonché da libri e riviste da lui possedute; il corpus archivistico è conservata a Genova, presso la Wolfsoniana - Fondazione regionale per la cultura e lo spettacolo.

## Opere
Tra i numerosi lavori che progetterà e realizzerà (per lo più nel laboratorio artigianale che condivise con il padre, Giovanni, ebanista e decoratore) per circa cinquanta mostre in Italia e all'estero, si ricordano in particolare: 
- 1934 - Padiglione per le Opere di Ingegneria nella Montagna alla V Fiera del Levante di Bari
- 1935 - Padiglione delle Opere Pubbliche all'Esposizione Universale di Bruxelles
- 1938 - Padiglione del Ministero dei Lavori Pubblici alla IX Fiera del Levante di Bari
- 1939 - Padiglione dell'Aviazione Civile (Società Ala Vittoria) e della Marina Mercantile alla XXI Fiera Campionaria di Padova
- 1940 - Sette padiglioni alla I Mostra Triennale delle Terre Italiane d'Oltremare di Napoli
- 1940 - Salone dell'Azienda Autonoma Statale delle Strade alla Fiera Autunnale di Lipsia
- 1943 - Padiglione dei Lavori Pubblici alla Mostra Internazionale di Mentone
- 1950 - Sala dell'Elettrificazione alla Mostra della Ricostruzione Nazionale tenutasi a Roma, al Palazzo delle Esposizioni
- 1951 - Padiglione del Ministero dei Trasporti alla Fiera del Levante di Bari